# Thetidia simplificata
Thetidia simplificata är en fjärilsart som beskrevs av Schleppnik 1933. Thetidia simplificata ingår i släktet Thetidia och familjen mätare. Inga underarter finns listade i Catalogue of Life.